# 海神庙 (盐官)
30°24′20″N 120°32′31″E / 30.40556°N 120.54194°E
海神庙，当地俗称庙宫，位于浙江省海宁市盐官镇，是祭祀“浙海之神”的敕建祠庙。始建成于清雍正九年（1731），占地四十亩，有中、东、西三路，历经战乱破坏，现只存中路，占地约九亩。2001年，与盐官海塘一同列为第五批全国重点文物保护单位。

## 历史
钱塘江潮差大，河床平缓，河口呈喇叭状，形成波涛汹涌的涌潮现象，尤以海宁盐官一带为最。为保障人口稠密、经济富庶的杭、嘉、湖等地免受潮水倒灌之侵袭，历代政府重视在钱塘江北岸修筑海塘。:23
清雍正二年（1724），钱塘江海塘溃堤，雍正帝下令修缮工程，并要求沿海居民敬神。雍正七年（1729），钱塘江潮汛一度紧急，最终转危为安，雍正帝于是敕封“宁民显佑浙海之神”，拨白银十万两，命李卫在盐官主持建造海神庙。庙宇建于海宁城墙春熙门内，雍正八年（1730）春动工，九年（1731）冬告成。乾隆二十四年（1759）改东道院为杭州府东海防同知署。太平天国运动期间大量建筑毁于兵灾，仅存大门外东西石牌坊、院内台阶、石柱及御碑亭。同治十二年（1873）浙江巡抚杨昌濬大规模重建。:20,181
中华民国初年，东路改作中学校舍，西路为塘工局使用。日本侵华战争期间，建筑受到严重破坏。中华人民共和国时期，用作粮油备战仓库，1982年后移交文化部门管理。1990年起进行多番维修和重建，至1999年完工。

## 建筑
海神庙最初建造时占地四十亩，有中、东、西三路。中路中轴线建有歌舞楼（戏楼，三间）、庆成桥、大门（三间，门外有东西石牌坊，东坊外题额“保厘东海”、内题额“雨阳时若”，西坊外题额“作镇南邦”，内题额“仁智长宁”）、仪门（三间，门前左钟楼、右鼓楼）、大殿（五间，加上围廊为七间，殿前有左右配殿各三间）、御碑亭和寝殿（殿前有左右配殿，与寝殿的规模均不详）；西路布置风神殿、高轩、水仙阁等；东路建有斋宿厅、天后宫、道院等。同治年间重建中路戏台、大门、仪门、正殿及殿前左右配殿，其中仪门和正殿前左右配殿规模改为五间，寝殿及殿前东西配殿未重建，另在东路重建天后宫五间和道院，西路重建水仙阁三间和斋厅。建筑风格南北合璧，遵循官式规格，又融入江南本地手法。建筑材料大量使用汉白玉，乃通过大运河从别处运来。:181
大殿面阔七间，进深五间，重檐歇山顶，副阶周匝，门前有月台伸出，栏板、檐柱等使用汉白玉石料，殿内主祀浙海之神，配祀钱镠、伍子胥。东西配殿从祀张夏、晏戍仔等人神。御碑亭为八角重檐攒尖顶，上覆黄琉璃瓦，亭内有汉白玉石碑，正反两面分别镌刻雍正帝《御制浙江海神庙碑文》和乾隆帝《御制阅海塘记》。大门外两侧有汉白玉石狮，雕刻精美，有“江南第一狮”之称。:181
现存建筑只剩中路，占地约6000平方米（九亩）。南侧广场上建有戏台（复建）、水池（原为河道的一部分）、庆成桥、汉白玉牌坊。山墙内依次有大门、仪门（木构建筑复建）、东西配殿（复建）、大殿、御碑亭（木构建筑复建）。
- 清乾隆元年（1736）《敕修浙江通志》海神庙图
- 民国二十三年（1934）十二月测海宁县清丈图局部。此时海神庙东路已用作中学校舍
- 1971年海神庙卫星航拍，此时已仅存中路三进建筑
- 南广场戏台（复建）
- 南广场水池两端汉白玉牌坊
- 南广场水池、庆成桥及大门
- 仪门（木构建筑复建）
- 东配殿（木构建筑复建）
- 大殿
- 大殿
- 大殿天花板及雍正帝御书匾额
- 御碑亭（木构建筑复建）

## 民间传说

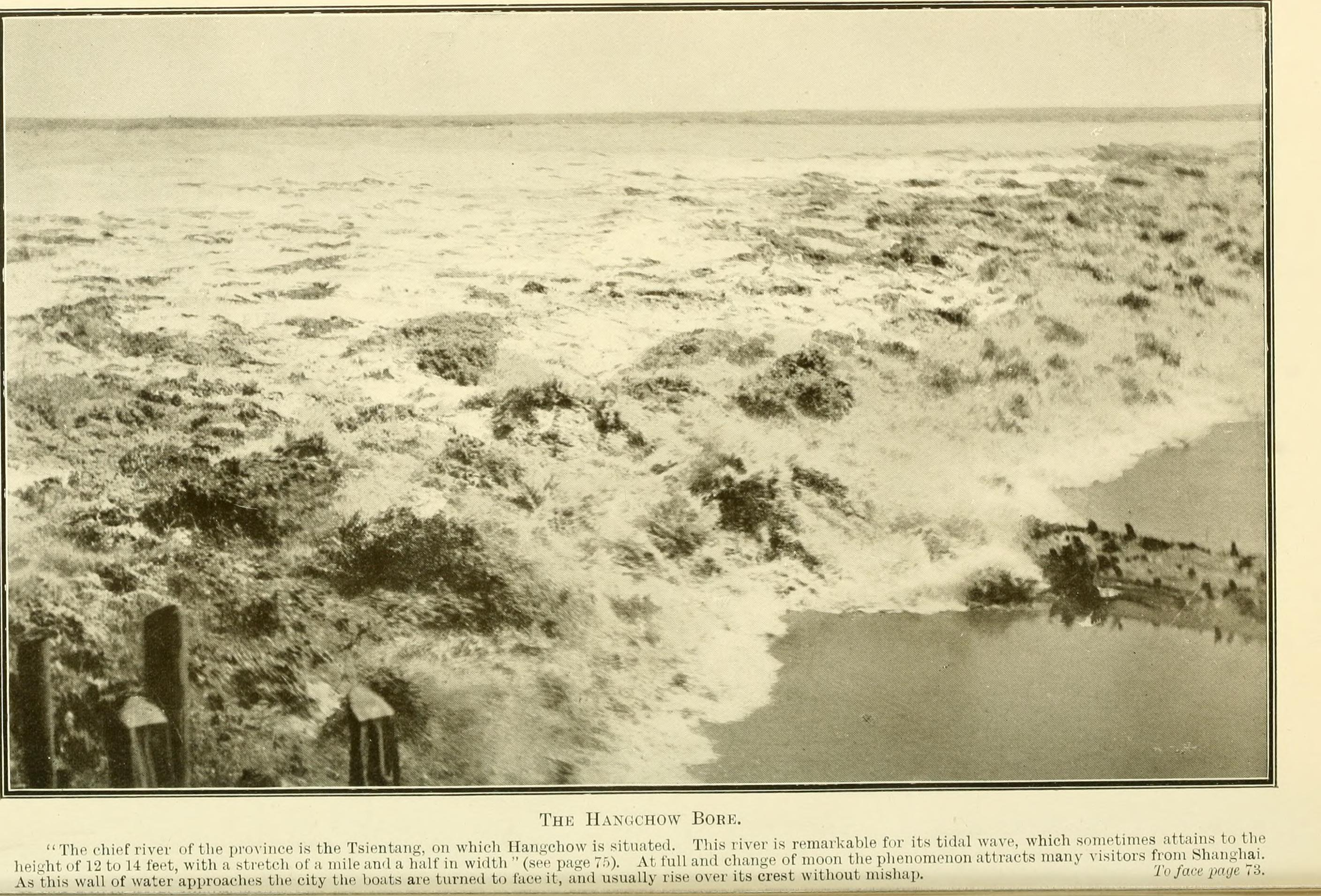
“一日两潮”的钱塘江涌潮

盐官人将海神庙称为“庙宫”。当地流传的民间故事说：康熙帝本欲将皇位传给十四皇子胤祯，然而四皇子胤禛密谋将传位诏书中的“传位十四子”改为“传位于四子”，从而继位，即雍正帝。胤祯为此愤恨而死，化成鬼魂，缠绕雍正不休。雍正只好许诺，为十四弟在号称“上有天堂、下有苏杭”的杭州也建一座皇宫，且“一日两朝”，胜过自己在北京紫禁城每天只有一朝，胤祯这才不再作祟。雍正将皇宫建在盐官，把“一日两朝”变成“一日两潮”，这就是海宁庙宫的由来。